# 애국전대 대일본
애국전대 대일본(일본어: 愛國戰隊大日本 아이코쿠센타이다이닛폰[*])은 1982년 8월 완성된 8mm 특촬영화다. 총감독 아카이 타카미, 특촬감독 안노 히데아키로 다이콘 필름에서 제작했다. 상영시간은 19분이다.
당시 텔레비전에서 방영되던 슈퍼전대 시리즈의 작품군과, 당시 냉전 하의 소련 위협론을 바탕으로 삼은 패러디 작품이다.
정교하게 만들어진 코스튬, 화약 폭발 효과, 미니어처 거대로보 등장 등 아마추어 작품으로서는 독보적인 퀄리티로, 발표 직후부터 『애니맥스』 등 일반 매체에서도 큰 화제가 되었다. 이 작품과 동시제작된 『돌아온 울트라맨: 매트애로우 1호 발진명령』, 『쾌걸 노댄키』도 아마추어 제작의 상식을 뒤엎는 사건이었다.